# Lee Marvin
Lee Marvin, född Lamont Waltman Marvin, Jr. den 19 februari 1924 i New York i New York, död 29 augusti 1987 i Tucson i Arizona, var en amerikansk skådespelare.

## Biografi
Marvins far var reklamman och hans mor moderedaktör.
Under andra världskriget var Marvin befäl i marinkåren och kämpade vid Kwajalein, Eniwetok och Saipan. Vid Saipan skadades han 1944 och fick tillbringa 13 månader på sjukhus. Han tilldelades senare ett Purple Heart för sina insatser.
Lee Marvin började sin karriär på Broadway och gjorde filmdebut i Flottans Johnny (1951). Han slog igenom i filmen Mannen som sköt Liberty Valance 1962. År 1965 fick han en Oscar för sin insats i Cat Ballou skjuter skarpt.
År 1979 skapade Marvin stora rubriker då han stämdes på halva sin förmögenhet av en kvinna som han levt tillsammans med i sex år men aldrig gift sig med. Hennes anspråk förkastades, men Marvin blev tvungen att betala pengar för "sveda och värk".
Marvins inspelning av låten "Wand'rin' Star" från filmen Guldrushens glada dagar låg tre veckor på första plats på singellistan i Storbritannien.  I Storbritannien sålde den så bra att den hindrade The Beatles från att nå förstaplatsen med "Let it Be".
Lee Marvin var liberal demokrat och en av de första Hollywoodstjärnor som uttalade sitt stöd för homosexuellas rättigheter, i en intervju i tidningen Playboy 1969. Han hade en gudson i Sverige vars far han var vän till. Lee Marvin var vid flera tillfällen i Sverige som han trivdes i; bland annat vid inspelningen av Gorkijparken.
Marvin avled i en hjärtattack 1987.

## Filmografi i urval
- 1951 – Flottans Jonny
- 1953 – Polishämnaren
- 1953 – Vild ungdom
- 1954 – Myteriet på Caine
- 1955 – Pete Kelly's Blues
- 1955 – En man steg av tåget
- 1956 – Attack
- 1962 – Mannen som sköt Liberty Valance
- 1964 – Bödlarna
- 1965 – Cat Ballou skjuter skarpt
- 1967 – Point Blank
- 1967 – 12 fördömda män
- 1968 – Duell i söderhavet
- 1969 – Guldrushens glada dagar
- 1972 – De kallblodiga
- 1973 – Den grymme, den starke och den fege
- 1979 – Lavinexpressen
- 1980 – Big Red One - attackdivisionen
- 1981 – Jagad till vanvett
- 1983 – Gorkijparken
- 1985 – Tolv fördömda män 2 (TV-film)
- 1986 – Styrka delta force